# 期末考 (2021年电影)
《期末考》（英語：Final Exam），由《跳舞時代》的郭珍弟着手执导，蓝苇华、杨小黎、陳淑芳、邱志宇、陸弈靜等人主演的剧情片，讲述一个充满抱负、善挖掘孩子天赋但又不情愿到偏乡执教的代课老师林立宏，期望回都市任教所发生的故事。电影原預計会在2021年6月于台湾上映，因COVID-19大流行而被迫延後至同年8月20日上檔。

## 故事大纲
「這是學生的期末考，卻是他的人生大考。」
尚未考過正式教師甄試的林立宏（蓝苇华 饰）是一个充满抱负的教师。他被安排从都市来到偏乡国小任教，成了代课老师。身在异乡的他必须克服同事及学生家长的质疑，极力争取孩子们的信任。在学期结束前的七天，正等待一纸凭书的他面临了一连串的人生难题。他将如何在一周内解决班上发生霸凌事件、卷入劳资纠纷刑事案件的亲弟弟、照顾久病卧床，年迈体弱的奶奶，并带领全校度过遭废校的危机？他又该如何面对于盧艾晴的感情？

## 演員陣容
| 演員   | 角色       | 簡介 |
| 蓝苇华 | 林立宏     | 立東哥哥，34歲的他父母早逝，是家裡主要的經濟支柱，習慣武裝自己，凡事戰戰兢兢，自律。虽充满抱负但尚未考過正式教師甄試，與艾晴为「友達以上，戀人未滿」的关系。 |
| 杨小黎 | 盧艾晴     | 27歲的她也是國小代課老師，林立宏、邱老師的同事，出身与小康之家，與立宏为「友達以上，戀人未滿」的关系。                                                       |
| 陳淑芳 | 阿嬷       | 立宏、立東奶奶。75歲，丈夫早逝，原为工廠女工，退休後靠著手做家庭代工，含辛茹苦帶大兩個男孩子。年迈体弱的她因身體機能退化而疾病纏身已久。                     |
| 邱志宇 | 邱老師     | 吉他老師，慧黠友善，擁有正式教職，對艾晴老師有好感。 |
| 陆弈静 | 分局長     | |
| 吳宏修 | 林立東     | 立宏弟弟。 |
| 陳博正 | 校长       | |
| 夏騰宏 | 田鸡       | 立宏死党，涉嫌殺人未遂。 |
| 汪心玨 | 方小盛     | 立宏学生。 |
| 詹婷宜 | 張督學     | |
| 李宣毅 | 人權律師   | |
| 吳伊婷 | 立宏前女友 | |

## 原声带
- 〈我就是愛〉，羅思容创作[8]

## 制作与发行
导演郭珍弟曾向文化部兩度申請輔導金失敗，虽然如此，她仍堅持要讓觀眾了解少子化衝擊的嚴重性。在第三次申请時打動評審，並成功獲得800萬輔導金作为補助。

### 拍摄
电影于2018年开镜，主体拍摄是在台湾高雄市阿蓮區的阿蓮國小峰山分校，以及台南、高雄等地进行。

## 奖项与提名
| 年份 | 颁奖机构                               | 奖项     | 得奖人     | 结果 | 来源                 |
| ---- | -------------------------------------- | -------- | ---------- | ---- | -------------------- |
| 2019 | 愛沙尼亞塔林黑夜影展（PÖFF）           | 創投單元 | 《期末考》 |      | [ 13 ] [ 14 ] [ 15 ] |
| 2021 | 第47屆西雅圖國際影展                   |          | 《期末考》 | 獲獎 | [ 16 ]               |
| 2021 | 布宜诺斯艾利斯国际独立电影节（BAFICI） |          | 《期末考》 | 獲獎 | [ 17 ] [ 18 ]        |